# Història de Patres

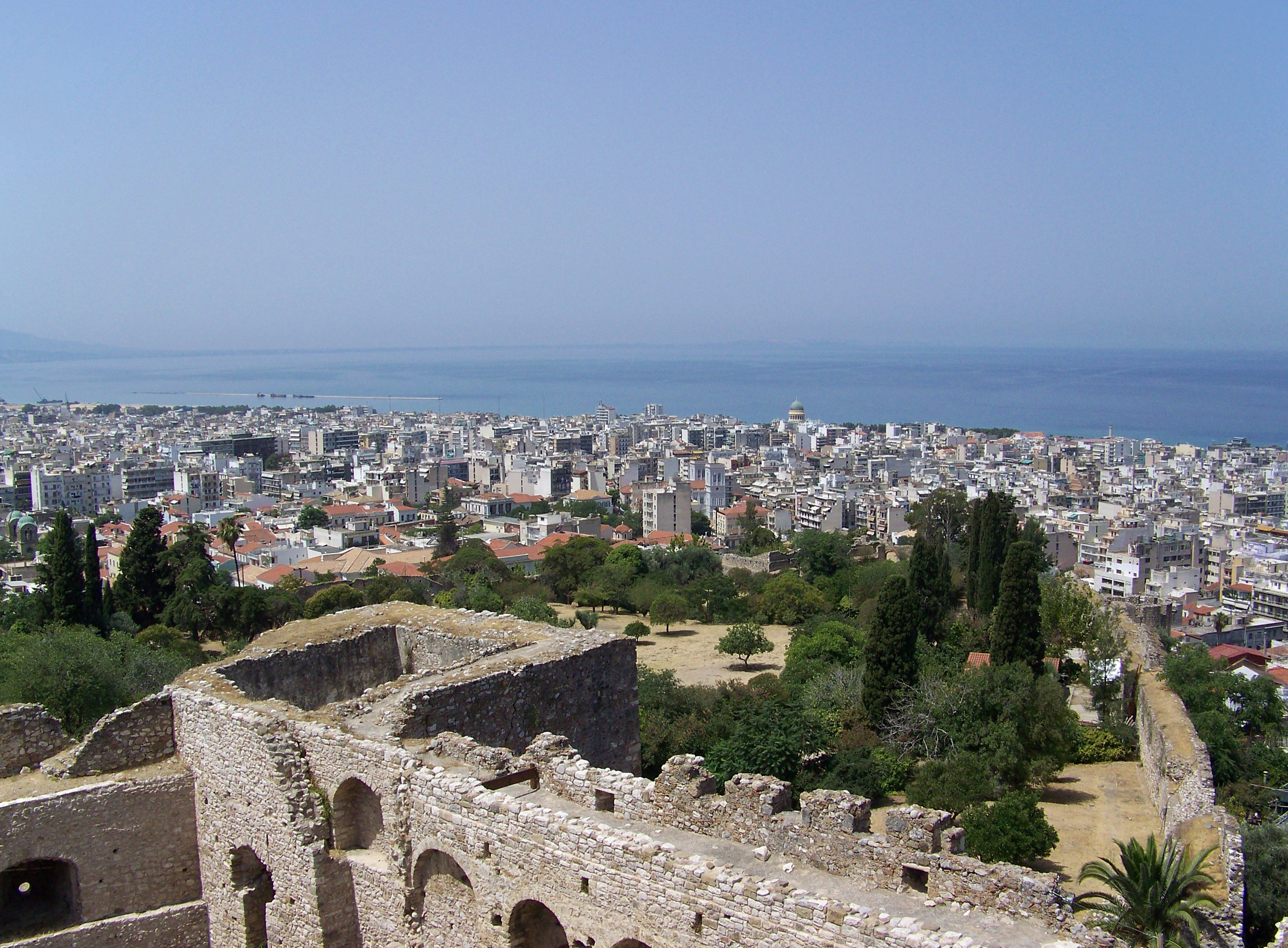
Vista de la ciutat des de la fortalesa, nucli primitiu on s'han sobreposat construccions civils i defensives al llarg dels segles

La ciutat actual grega de Patres té una passat de certa envergadura que comença des de la primera ocupació de l'àrea durant el Neolític. Després, va viure diferents etapes, i va sorgir com una ciutat important al començament i durant la dominació romana de Grècia. Va passar per molts conqueridors, com ara romans d'Orient, eslaus, croats, venecians i otomans, i ha acabat sent una de les ciutats més poblades de la Grècia moderna.

## Patres en l'Antiguitat
Els primers vestigis d'ocupació del territori daten de mitjan tercer mil·lenni abans de la nostra era. A la rodalia es troba el jaciment micènic de Vunteni, que conté restes d'un assentament i tombes que pertanyen a un període que abasta des del 1500 al 1000 ae. El mite fundacional de Patres com a nucli urbà narrat per Pausànias es refereix a la seua creació com a resultat de la unió de tres petits pobles jònics: Àroe (Αρόη), Antea (Ανθεία) i Mesatis (Μεσάτις), que havien estat fundats per Eumel i Triptòlem abans que fossen conquistats pels aqueus. El seu dirigent, Pàtreas (Πατρέας), va enfortir la muralla d'Àroe i va crear el primer nucli organitzat que integrava els altres dos pobles. Estrabó, però, diu que Patres s'havia originat com a ciutat després de la unió de set comunitats. Sembla que Àroe era en el que hui és el Castell de Patres. Va evitar caure sota la dominació dòrica, tot i que algunes epígrafs han provat que el dialecte local estava influenciat pel dòric.
La ciutat es consolidà a mitjan segle v ae. La primera referència històrica de Patres apareix en Heròdot. Tucídides es refereix a la participació de la ciutat en la Guerra del Peloponnés, l'única de les ciutats aquees que va fer costat a Atenes. Durant la guerra, al 419 ae, Alcibíades va convéncer els ciutadans perquè connectassen Patres i el port per unes muralles (vegeu Muralla llarga) a l'estil atenés; van acudir-hi, però, tropes de Sició, Corint i altres ciutats a qui perjudicava aquesta obra i van impedir que pogués dur-se a terme.
A la mort d'Alexandre el Gran, la ciutat va passar a mans de Casandre de Macedònia. Fou, però, expulsat per Aristòdem, general d'Antígon I Monoftalmós, el 314 abans de la nostra era.
En l'olimpíada 124a (284-281 ae), Patres i Dime foren les primeres ciutats a expulsar els macedonis, i el seu exemple fou seguit per Tritea (Τριταία) i Fares (Φαραί), i les quatre ciutats van reconstituir la Lliga Aquea. El 279 ae, Patras envià ajut als etolis quan foren envaïts pels gals. Com van ser derrotats, la pobresa els va obligar a establir-se al camp, i van edificar als voltants de Patres els llogarets de Mesatis, Antea, Boline, Argira i Arba.
En la Guerra Social (220–217 ae), Filip V de Macedònia desembarcà en aquest port en l'expedició al Peloponnés. En la guerra entre romans i aqueus, la ciutat va sofrir molt i restà parcialment despoblada. La destrucció de Corint al 146 ae i la caiguda de Dime i Ègion la van convertir en un centre d'una certa importància per al cada vegada més creixent contacte amb el món romà.

## La colònia romana
Després de la batalla de Farsàlia, del 48 abans de la nostra era, fou ocupada per Marc Porci Cató Uticenc; es va rendir, però, a Calenus, lloctinent de Juli Cèsar. Marc Antoni hi passà l'hivern del 32-31 ae preparant la guerra contra August. Abans de la batalla d'Àccium, la va conquerir Marc Vipsani Agripa.
Després d'Àccium, August va decidir establir-hi una colònia, i hi envià soldats veterans de la Legió XII Fulminata i de la Legió X Equestris. Van tornar a habitar Patres els habitants dels llogarets propers, així com els de la ciutat de Ripes, que August havia arrasat. A més a més, els territoris de Faras, Dime, Tritea i fins i tot de les ciutats de Lòcrida Ozòlia amb l'excepció d'Amfissa van passar a dependre de Patres, i el seu territori s'anomenà Colonia Augusta Achaica Patrensis. Es creà així una de les colònies més importants de la Grècia romana. Els edificis que reflecteixen aquest fet es construïren durant la dominació romana com a donacions d'emperadors o benefactors autòctons.

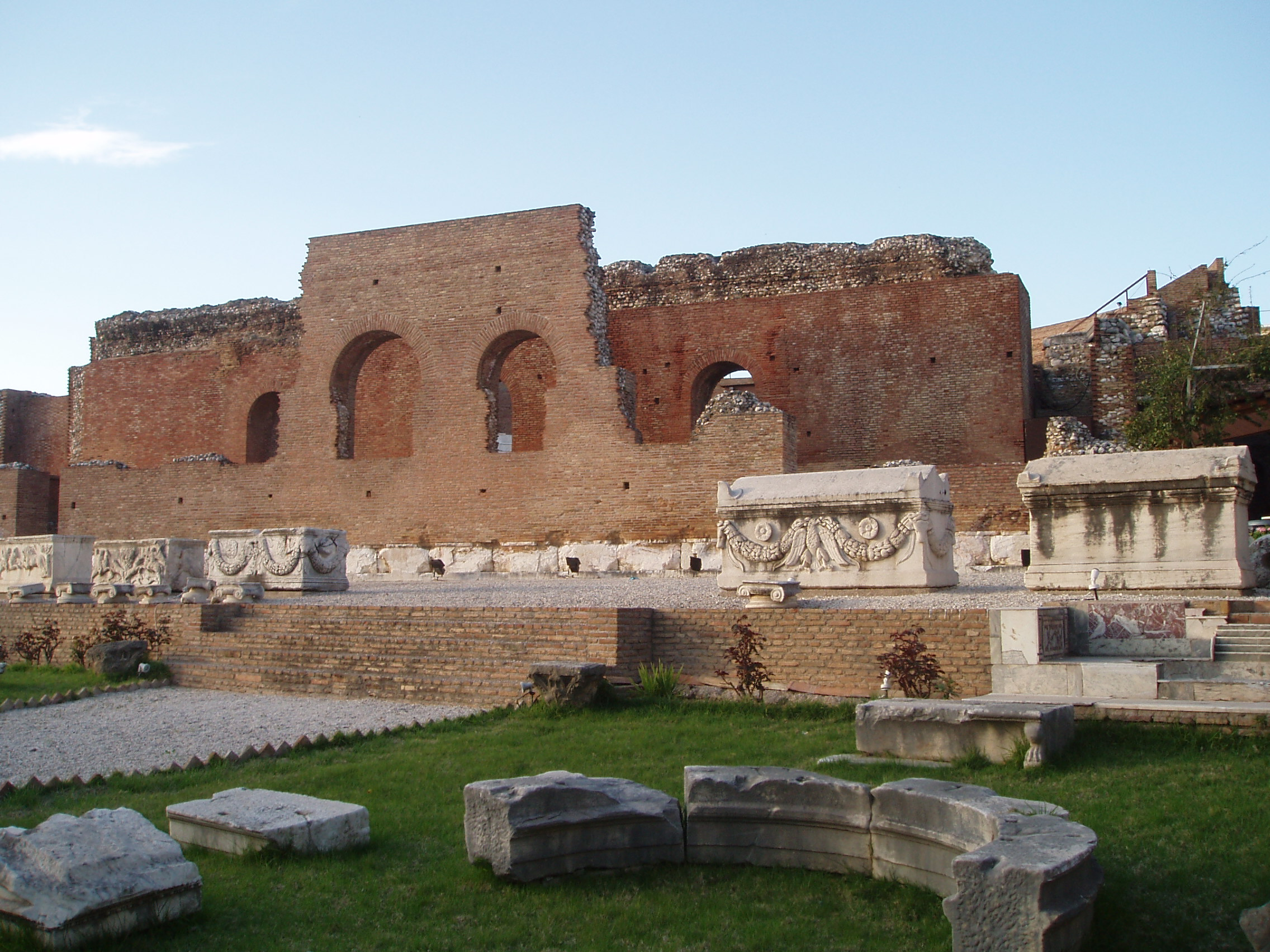
L'odèon de Patres, encara en ús

Pausanias situa a Patres santuaris i recintes sagrats dedicats a Apol·lo, Àrtemis, Posidó, Zeus, Atena, Afrodita, Cíbele, Nèmesis, Serapis, Asclepi i Dionís, a més a més d'un oracle de Demèter. En destaca la celebració del festival Làfries en honor a Àrtemis, i l'odèon, al qual qualifica com el més bell de Grècia al costat del d'Atenes. També diu que llavors les dones doblaven en nombre els hòmens i que la majoria vivien de teixir un material produït a l'Èlida, al qual anomenava βύσσος.
Dels edificis de l'època es conserva l'odèon, construït l'any 160, amb una capacitat per a 3.000 espectadors; l'aqüeducte, el teatre i un pont.

## Sota el cristianisme i l'Imperi Romà d'Orient
Segons la tradició, després de Pentecosta, l'apòstol Andreu va predicar l'evangeli a l'Àsia Menor i a Grècia, i el mataren a Patres, crucificat. El 347 s'hi va establir un arquebisbat en el concili de Sofia, segon en importància de la província d'Acaia després del de Corint (capital del thema d'Ilirikon). En el segle vi (551) va ser destruïda per un terratrèmol. Les incursions dels eslaus a la fi del segle encetaren una llarga història de convivència dels autòctons amb les tribus eslaves, que fluctuà entre la pau i la guerra, com es comprova pel setge de Patres pels eslaus el 807.

## Després del 1204
A partir d'aquesta data, fou designada seu d'una senyoria del principat llatí d'Acaia. La ciutat fou capital del principat i l'arquebisbe el primat. El 1387 la senyoria, la va capturar inesperadament Johan Ferrández d'Heredia, gran mestre de l'orde de Malta de Rodes, que volia apoderar-se d'Acaia; va ser, però, evacuada.
Centurió II Zaccaria, net d'Andrònic Asen, dèspota de l'Epir, a la mort del seu oncle al 1402, va aconseguir la regència dels fills menors d'Andrònic, però va usurpar la corona i es casà amb una princesa dels Tocco, que dominaven Lèucada i Cefalònia i l'Epir. El 1406 es va rebel·lar l'hereu legítim Stefano Zaccaria i va rebre suport de Carles I Tocco (cunyat de Centurió) i del dèspota Teodor II Paleòleg, però no va resistir pas. El 1408 Leonard I Tocco, germà de Carles I i senyor de Zante, ocupà Clarença, el principal port de Centurió a Acaia. Centurió va haver de cedir Patres i la seva baronia per cinc anys a Venècia a canvi de diners.
Amb l'ajut dels genovesos de Quios, de mercenaris albanesos, i dels venecians, Centurió va poder recuperar Clarença el 12 de juliol del 1414. Per a assegurar-se el futur va oferir als Giustiniani de Quios el control dels ports de Clarença i de Navarino (actual Pilos), però Gènova no va poder pas negociar per la pressió dels catalans i del duc de Milà. En canvi, provocà l'hostilitat imperial que al maig del 1416 va envair el Peloponnés i ocupà Messènia i Èlide i Centurió fou assetjat a Clarença i se n'hagué d'enretirar per mar (1418).
Patres també fou amenaçada pels romans d'Orient; al final, però, s'hi va acordar una treva que durà dos anys. Al 1429, els romans d'Orient van ocupar Clarença i Patres i només en restà el castell de Khalandritsa i algun altre aliat, que també s'hi va rendir. Se li va permetre la conservació de la Baronia d'Arcàdia, però la resta se li va cedir com a dot a la filla Caterina, que es casava amb l'emperador Tomàs Paleòleg. Centurió II es va retirar al seu castell d'Arcàdia, on va morir al 1432. Amb ell va acabar el domini llatí al Peloponnés. Tomás Paleòleg feu empresonar la vídua de Centurió i un fill natural, de nom Joan Assén. Constantí i Teodor Paleòleg, dèspotes de Mistra, en van ser els hereus.

## Període otomà
Va ser conquistada pels otomans al 1446. Al 1458 va prendre el nom de Baliabadra (del grec Παλαιά Πάτρα, 'Antiga Patres', en oposició a Νέα Πάτρα, 'Nova Patres'). Els venecians la van recuperar al 1553; els otomans, però, la van tornar a recuperar una mica després.
El 7 d'octubre del 1571, otomans i cristians s'enfrontaren al golf de Patres en la batalla de Lepant, i malgrat que els turcs hi foren derrotats, la ciutat no fou pas ocupada. Patres es rebel·là sota la direcció de cinc dels ancians de la ciutat i del metropolità Germans I (1561-1572), però la rebel·lió fou aixafada. El 1687 els venecians la van ocupar; l'hagueren de retornar, però, amb la pau del 1714 amb la resta de Morea (Peloponnés).

## En la modernaRepública Hel·lènica
Fou la primera ciutat que es va rebel·lar, el 25 de març del 1821, sota la direcció de l'arquebisbe de la ciutat, Germans, membre de la Filiki Eteria. Els turcs, però, en van conservar la ciutadella fins al 1828. Des de llavors, forma part de Grècia.